# Frequenamia plena
Frequenamia plena är en insektsart som beskrevs av Van Duzee 1933. Frequenamia plena ingår i släktet Frequenamia och familjen dvärgstritar. Inga underarter finns listade i Catalogue of Life.